# St. Lambertus (Oberhundem)

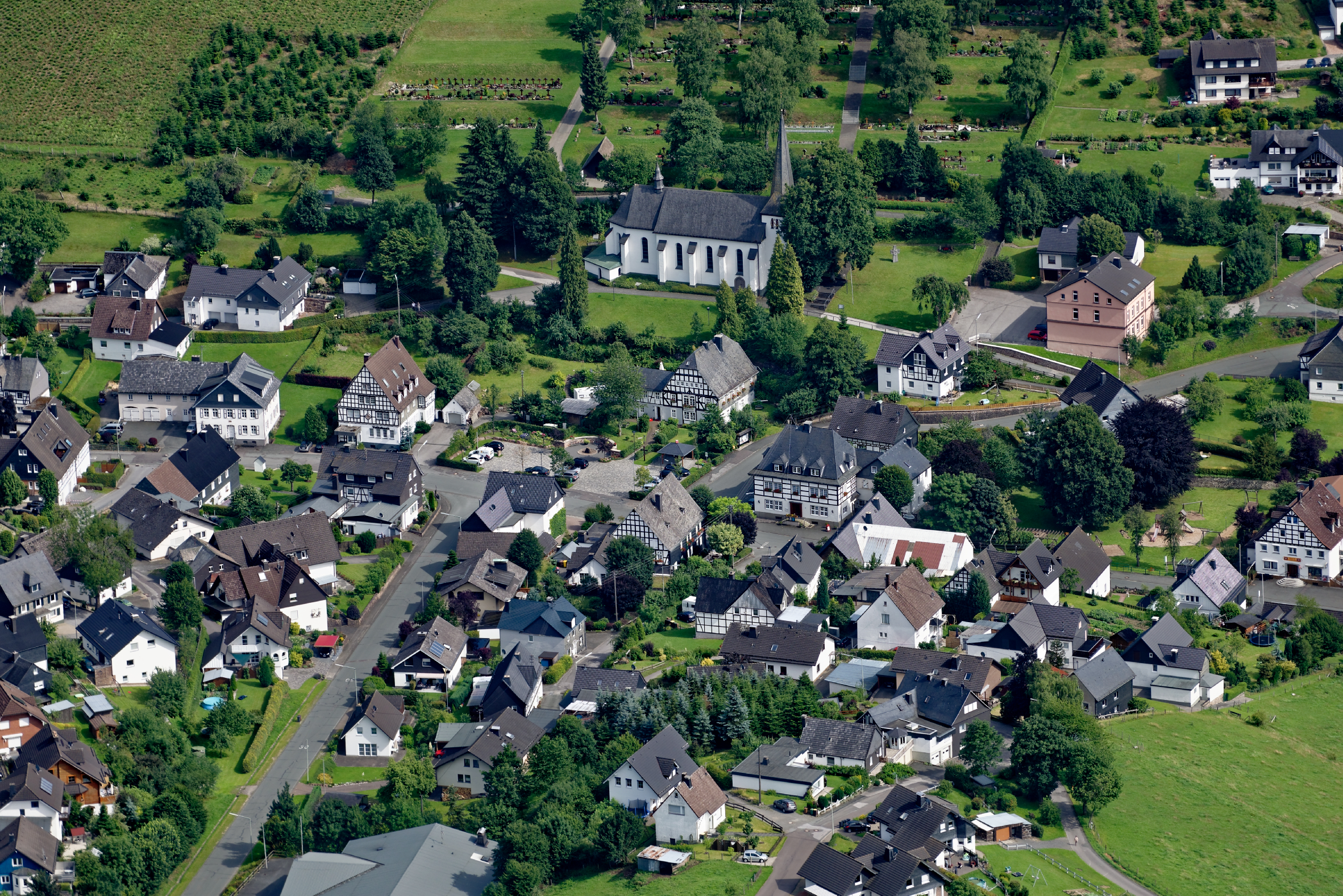
Luftaufnahme

Die katholische Pfarrkirche St. Lambertus ist ein denkmalgeschütztes Kirchengebäude an der Rüsper Straße 5 in Oberhundem, einem Dorf in der Gemeinde Kirchhundem im Kreis Olpe (Nordrhein-Westfalen). Die gleichnamige Kirchengemeinde gehört seit dem 1. Januar 2013 zum Pastoralen Raum Kirchhundem. Patron der Kirche ist der Heilige Lambertus.

## Geschichte und Architektur
Die dreijochige Saalkirche mit eingezogenem, einjochigem, gerade geschlossenem Chor wurde von 1769 bis 1771 unter der Bauleitung von Ignatius Gehly errichtet. Der Westturm ist aus romanischer Zeit. Der gotisierende, schlichte Putzbau ist durch Strebepfeiler und Rundbogenfenster gegliedert. Im Innenraum ruhen Kreuzgratgewölbe mit angeputzten Graten zwischen spitzbogigen Gurten über flachen Wandpilastern.

## Ausstattung

### Schweickard-Teile
Ein großer Teil der einheitlichen Ausstattung stammt von Johann Eberhard Schweickard. Die Arbeiten wurden zwischen 1770 und 1775 ausgeführt. Hergestellt wurden: ein Hauptaltar mit hohem Säulenretabel, zwei Seitenaltäre, eine pokalförmige Taufe, eine Kanzel und die Beichtstühle.

### Sonstige Ausstattung
- Die Pietà ist eine Arbeit des späten 15. Jahrhunderts.
- Das Kruzifix oder Osterkreuz aus Holz an der rechten Seite des die Chornische öffnenden Triumphbogens ist aus der zweiten Hälfte des 17. Jahrhunderts.[2]
- Die Figur des Heiligen Rochus aus Stein wurde Anfang des 18. Jahrhunderts geschaffen.
- Die Holzfiguren der Heiligen Barbara, der Heiligen Agatha und des Heiligen Antonius von Padua stammen aus der Zeit vom 18. bis 19. Jahrhundert.
- Eine Strahlenmonstranz ist ein Vermächtnis von etwa 1700.[2]

## Orgel
Die Orgel von 1650 eines unbekannten Erbauers wurde 1811 aus der katholischen Pfarrkirche St. Pankratius in Stockum erworben. Ihr Gehäuse wird von einer Figur der Heiligen Lucia gekrönt. Das ursprünglich einmanualige, zehnregistrige Instrument mit angehängtem Pedal hatte bereits 1772 eine Erweiterung auf 49 Töne Manualumfang erfahren. 1809 wurde es von dem Orgelbauer Gerhard Nohl erworben, der es 1811 nach Oberhundem translozierte und dabei technisch umbaute sowie unter anderem um ein selbstständiges Pedalwerk mit vier Registern erweiterte.
Änderungen der Disposition erfolgten 1870/73 durch Adam Fischer, die Ergänzung eines pneumatischen Hinterwerks 1908 durch Gerhard Peekel. 1957–61 wurde die Orgel durch Franz Breil erstmals im Hinblick auf ihren barocken Kernbestand restauriert und barockisierend erweitert, 1980/81 nach der Kirchenrenovierung durch die Orgelbaufirma Siegfried Sauer einer Generalreinigung unterzogen.
Seit der letzten Restaurierung 1999 durch die Firma Albers & Wiggering verfügt die Orgel bei mechanischer Spiel- und Registertraktur über 22 Register auf zwei Manualen und Pedal in folgender Disposition:
| I Hauptwerk C–g3 |                   |       |
| 1.               | Gedackt           | 8′    |
| 2.               | Quintadena        | 8′    |
| 3.               | Principal         | 4′    |
| 4.               | Flaut douce       | 4′    |
| 5.               | Octav             | 2′    |
| 6.               | Waldflöte         | 2′    |
| 7.               | Sesquialtera III0 | 2 ⁄3′ |
| 8.               | Mixtur IV–VI      | 1 ⁄3′ |
| 9.               | Dulcian           | 16′   |
| 10.              | Trompete          | 8′    |
|                  | Tremulant         |       |

| II Brustwerk C–g3 |              |       |
| 11.               | Holzgedackt0 | 8′    |
| 12.               | Rohrflöte    | 4′    |
| 13.               | Octav        | 2′    |
| 14.               | Quinte       | 1 ⁄3′ |
| 15.               | Zimbel III   | 1⁄2′  |
| 16.               | Schalmei     | 8′    |
|                   | Tremulant    |       |

| Pedal C–f1 |              |     |
| 17.        | Subbaß       | 16′ |
| 18.        | Principal    | 8′  |
| 19.        | Gedackt      | 8′  |
| 20.        | Octav        | 4′  |
| 21.        | Bauernflöte0 | 2′  |
| 22.        | Posaune      | 16′ |

- Koppeln: Normalkoppeln II/I, I/P, II/P
- Effektregister: Zimbelstern, Nachtigall

Für die neue Orgel stellte 1812 der in Oberhundem geborene Organist, Komponist und Orgelsachverständige Chrysologus Heimes eine Manuale pro organo Oberhundemensi genannte Sammlung von Orgelstücken zusammen, die jetzt im Gemeindearchiv Kirchhundem aufbewahrt wird.